# مقاطعة مونرو (ميشيغان)
مقاطعة مونرو (بالإنجليزية: Monroe County, Michigan)‏ هي إحدى مقاطعات ولاية ميشيغان في الولايات المتحدة. تأسست سنة 1817، بلغ عدد سكانها 152021 نسمة في عام 2010 حسب إحصاء مكتب تعداد الولايات المتحدة وتصل الكثافة السكانية فيها 107 نسمة/كم2.

## وصلات خارجية
- www.co.monroe.mi.us
- United States Counties